# Tina Weirather
Christina Weirather, detta Tina (Vaduz, 24 maggio 1989), è un'ex sciatrice alpina liechtensteinese, vincitrice di due Coppe del Mondo di supergigante.
Figlia dell'ex discesista austriaco Harti Weirather e della campionessa olimpica liechtensteinese Hanni Wenzel, era una sciatrice polivalente, in grado di competere ad alto livello sia nella prove veloci sia in slalom gigante.

## Biografia

### Stagioni 2005-2006
Tina Weirather ha disputato la sua prima competizione nel Circo bianco il 26 novembre 2004 a Bjorli in Norvegia, giungendo 43ª in uno slalom speciale valido ai fini FIS, e ha preso parte alla sua prima rassegna iridata a Bormio/Santa Caterina Valfurva 2005 (31ª nel supergigante). In quella stessa stagione ha ottenuto i primi risultati importanti della carriera, vincendo l'oro ai Mondiali juniores nello slalom gigante e piazzandosi quinta nella discesa libera.
L'anno seguente ha debuttato in Coppa Europa a Courchevel, in Coppa del Mondo nello slalom gigante di Sölden del 22 ottobre 2005 e ha preso parte ai XX Giochi olimpici invernali di Torino 2006, gareggiando nella discesa libera (non concludendo la prova) e nel supergigante (33ª). Sempre nella stessa stagione ha conquistato anche le sue due vittorie in Coppa Europa, salendo sul gradino più alto in discesa libera sia a Haus sia ad Altenmarkt-Zauchensee.

### Stagioni 2007-2013
Nel 2007 ha ottenuto altri successi, sempre ai Mondiali juniores: ad Altenmarkt-Zauchensee/Flachau è riuscita a vincere infatti un oro (discesa libera) e due argenti (supergigante e slalom gigante), mettendo in mostra le sue doti da atleta polivalente. Quello stesso anno ha partecipato ai Mondiali di Åre, senza portare a termine nessuna delle prove cui ha preso parte (supergigante, slalom gigante, supercombinata), e ha preso parte con maggiore regolarità alla Coppa del Mondo.
Nel 2009 ai Mondiali juniores ha vinto la sua quinta medaglia, giungendo seconda alle spalle della tedesca Viktoria Rebensburg nella prova di slalom gigante. Il 2 dicembre 2011 ha conquistato il primo podio in Coppa del Mondo giungendo seconda, alle spalle della statunitense Lindsey Vonn, nella discesa libera di Lake Louise, risultato ottenuto partendo col pettorale numero 40. Dopo aver disputato i Mondiali di Schladming 2013, piazzandosi 13ª nella discesa libera e 27ª nello slalom gigante e non terminando supergigante e supercombinata, il 1º marzo dello stesso anno ha conquistato la prima vittoria in Coppa del Mondo, nel supergigante di Garmisch-Partenkirchen.

### Stagioni 2014-2017
Convocata per i XXII Giochi olimpici invernali di Soči 2014, dov'è stata portabandiera del Liechtenstein durante la cerimonia di apertura, non ha potuto prendere parte alle gare cui era iscritta (la discesa libera e il supergigante) a causa di un infortunio occorsole durante gli allenamenti, un trauma al ginocchio che l'ha costretta a interrompere anzitempo la stessa stagione di Coppa del Mondo. È tornata alle gare nell'ottobre del 2014, disputando lo slalom gigante di Coppa del Mondo di Sölden; ai Mondiali di Vail/Beaver Creek 2015 è stata 11ª nella discesa libera, 6ª nel supergigante e 4ª nello slalom gigante. Il 7 marzo 2015 è tornata alla vittoria in Coppa del Mondo, nella discesa libera di Garmisch-Partenkirchen.
Nella stagione 2015-2016 è stata 2ª nella Coppa del Mondo di supergigante, superata dalla vincitrice Lara Gut di 45 punti, e i suoi podi stagionali sono stati sei (due le vittorie). Ai Mondiali di Sankt Moritz 2017 ha vinto la medaglia d'argento nel supergigante e si è classificata 10ª nella discesa libera e 19ª nello slalom gigante e a fine stagione è risultata vincitrice della Coppa del Mondo di supergigante con 5 punti di vantaggio sulla seconda classificata, Ilka Štuhec.

### Stagioni 2018-2020
Ai XXIII Giochi olimpici invernali di Pyeongchang 2018, suo congedo olimpico, ha vinto la medaglia di bronzo nel supergigante e si è classificata 4ª nella discesa libera e 22ª nello slalom gigante; nello stesso anno ha colto a Crans-Montana in supergigante il suo ultimo podio in Coppa Europa (3ª nella gara del 28 febbraio) e ha vinto la sua ultima gara in Coppa del Mondo, il 3 marzo.
Il 20 gennaio 2019 è salita per l'ultima volta sul podio in Coppa del Mondo, a Cortina d'Ampezzo in supergigante (2ª), e ai successivi Mondiali di Åre 2019, sua ultima presenza iridata, è stata 18ª nella discesa libera e non ha completato né il supergigante né la combinata. Si è ritirata al termine della stagione 2019-2020; la sua ultima gara è stata il supergigante di Coppa del Mondo disputato il 29 febbraio a La Thuile, chiuso dalla Weirather al 14º posto.

## Palmarès

### Olimpiadi
- 1 medaglia:
  - 1 bronzo (supergigante a Pyeongchang 2018)

### Mondiali
- 1 medaglia:
  - 1 argento (supergigante a Sankt Moritz 2017)

### Mondiali juniores
- 5 medaglie:
  - 2 ori (slalom gigante a Québec 2006; discesa libera ad Altenmarkt-Zauchensee/Flachau 2007)
  - 3 argenti (supergigante, slalom gigante ad Altenmarkt-Zauchensee/Flachau 2007; slalom gigante a Garmisch-Partenkirchen 2009)

### Coppa del Mondo
- Miglior piazzamento in classifica generale: 4ª nel 2016
- Vincitrice della Coppa del Mondo di supergigante nel 2017 e nel 2018
- 41 podi (14 in discesa libera, 21 in supergigante e 6 in slalom gigante):
  - 9 vittorie (1 in discesa libera, 7 in supergigante e 1 in slalom gigante)
  - 17 secondi posti (7 in discesa libera, 9 in supergigante e 1 in slalom gigante)
  - 15 terzi posti (6 in discesa libera, 5 in supergigante e 4 in slalom gigante)

#### Coppa del Mondo - vittorie
| Data             | Località               | Paese       | Specialità |
| ---------------- | ---------------------- | ----------- | ---------- |
| 1º marzo 2013    | Garmisch-Partenkirchen | Germania    | SG         |
| 14 dicembre 2013 | Sankt Moritz           | Svizzera    | SG         |
| 22 dicembre 2013 | Val-d'Isère            | Francia     | GS         |
| 7 marzo 2015     | Garmisch-Partenkirchen | Germania    | DH         |
| 21 febbraio 2016 | La Thuile              | Italia      | SG         |
| 17 marzo 2016    | Sankt Moritz           | Svizzera    | SG         |
| 17 marzo 2017    | Aspen                  | Stati Uniti | SG         |
| 3 dicembre 2017  | Lake Louise            | Canada      | SG         |
| 3 marzo 2018     | Crans-Montana          | Svizzera    | SG         |

Legenda:

DH = discesa libera

SG = supergigante

GS = slalom gigante

### Coppa Europa
- Miglior piazzamento in classifica generale: 16ª nel 2006
- 4 podi:
  - 2 vittorie
  - 1 secondo posto
  - 1 terzo posto

#### Coppa Europa - vittorie
| Data            | Località              | Paese   | Specialità |
| --------------- | --------------------- | ------- | ---------- |
| 17 gennaio 2006 | Haus                  | Austria | DH         |
| 18 marzo 2006   | Altenmarkt-Zauchensee | Austria | DH         |

Legenda:

DH = discesa libera

### South American Cup
- Miglior piazzamento in classifica generale: 11ª nel 2014
- Vincitrice della classifica di combinata nel 2014
- 2 podi:
  - 2 vittorie

#### South American Cup - vittorie
| Data             | Località | Paese | Specialità |
| ---------------- | -------- | ----- | ---------- |
| 5 settembre 2013 | La Parva | Cile  | SG         |
| 5 settembre 2013 | La Parva | Cile  | SC         |

Legenda:

SG = supergigante

SC = supercombinata

### Campionati liechtensteinesi
- 2 medaglie[7]:
  - 1 oro (slalom gigante nel 2006)
  - 1 argento (slalom gigante nel 2016)

### Campionati svizzeri
- 4 medaglie[7][8]:
  - 2 ori (slalom gigante nel 2006; slalom gigante nel 2011)
  - 2 argenti (slalom gigante nel 2005; slalom gigante nel 2009)